# Bisulfit-Sequenzierung

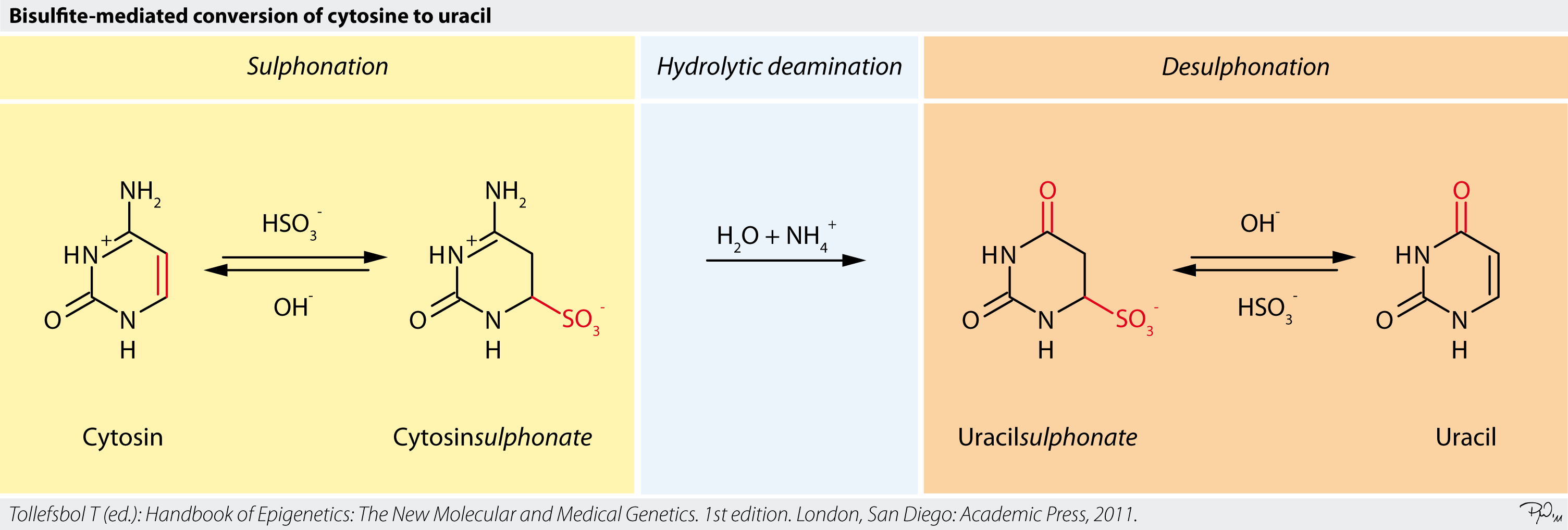
Bisulfit-Konversion

Die Bisulfit-Sequenzierung ist eine biochemische Methode zur Bestimmung von DNA-Methylierungen im Rahmen epigenetischer Untersuchungen durch Reaktion mit Bisulfit. Die Bisulfit-Sequenzierung besteht aus einer Bisulfit-Konversion meistens in Kombination mit einer DNA-Sequenzierung.

## Prinzip
DNA-Methylierungen kommen in der Epigenetik zur Inaktivierung von Genen vor. Bei Tieren betrifft die Methylierung vor allem Cytosine an der C5-Position in CpG-Dinukleotiden. Durch Behandlung von DNA mit Bisulfit werden durch die Bisulfit-Reaktion unmethylierte Cytosine zu Uracilen konvertiert, während 5-Methylcytosin nicht mit Bisulfit reagiert. Eine anschließende Amplifikation erfolgt meistens per Polymerase-Kettenreaktion (PCR), per methylation-specific PCR (MSP) oder per Microarray. Probleme bei der Bisulfit-Sequenzierung sind die fehlende Unterscheidbarkeit zwischen Methylcytosin und dem in manchen Geweben auftretenden Hydroxymethylcytosin sowie eine unvollständige Bisulfitreaktion bei doppelsträngiger DNA und ein verstärkter Abbau von DNA durch Depurinierung. Uracil wird in der PCR und DNA-Sequenzierung wie Thymin erkannt und der Gegenstrang aufgrund der Basenpaarung mit Adenin komplementär aufgefüllt, während in der Bisulfit-unbehandelten DNA-Sequenzierung Cytidine mit Guaninen gepaart werden. Daraus ergeben sich zwei DNA-Sequenzen (behandelt und unbehandelt), von denen die Bisulfit-Behandelte an den unmethylierten Stellen C->U-Transitionen aufweist und bei der in einer DNA-Sequenzierung dann mit A anstelle von G gepaart wird. Durch eine vorangehende Oxidation von Hydroxymethylcytosinen können Cytosine eindeutig bestimmt werden.

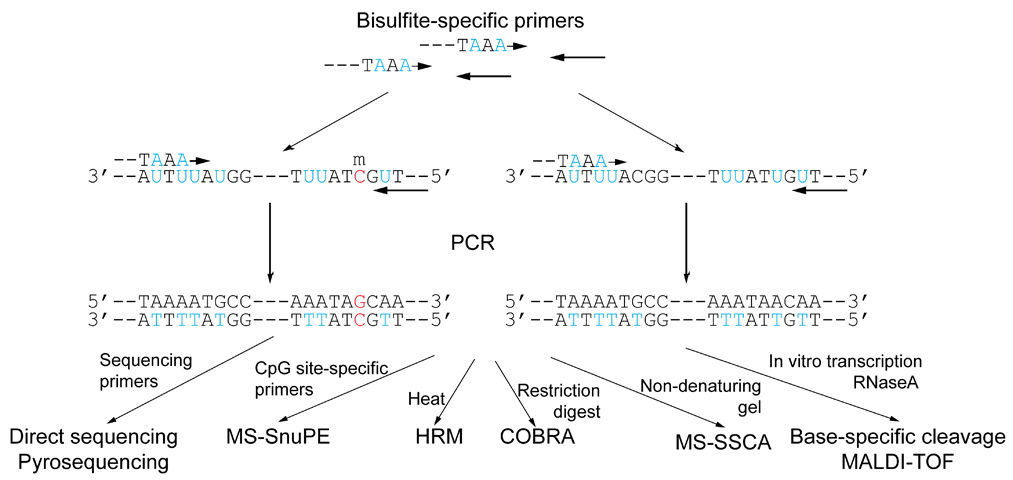
PCR-basierte Analyseverfahren

PCR-basierte Analyseverfahren sind z. B. die DNA-Sequenzierung, die Methylation-sensitive single-strand conformation analysis (MS-SSCA), die High resolution melting analysis (HRM), die Methylation-sensitive single-nucleotide primer extension (MS-SnuPE) und die Base-specific cleavage/MALDI-TOF.
Methylation-specific PCR-Varianten sind z. B. die MSP, die methylierungssensitive qPCR MethyLight, die melting curve analysis (Mc-MSP) und Oligonukleotid-Microarrays.
Alternative Methoden sind z. B. die Combined Bisulphite Restriction Analysis und die methylated DNA immunoprecipitation (MeDIP).